# أكراسيكاودا
اكراسيكاودا (Acrassicauda) هي فرقة ميتال وأورينتال ميتال عراقية تأسست عام 2000م اسم الفرقة اشتق من الاسم اللاتيني للعقرب الأسود يعتقد أن الفرقة هي فرقة الميتال العراقية الوحيدة الموجودة  ترك أعضاء الفرقة بغداد إلى سورية بعد تلقيهم تهديدات بالقتل ثم من سوريا انتقلوا إلى إسطنبول في تركيا، قبل منحهم وضع اللاجئ في الولايات المتحدة الأمريكية. استقر معظم أفراد الفرقة في نيوجيرسي ، لكن توني عزيز قرر العيش مع عائلته في ميشيغان ، قبل أن ينتقل إلى ريتشموند، فيرجينيا . اتخذت الفرقة منذ ذلك الحين مقرًا لها في بروكلين. عام 2003 قام صحافي كندي بتسجيل برنامج وثائقي تحت عنوان Heavy Metal in Baghdad الذي يوثق فيه حياة الفرقة ومحبي موسيفى الميتال في بغداد وقد فاز هذا الفلم الوثائقي بجائزة مهرجان تورنتو السينمائي الدولي
تتألف الفرقة من أربع أعضاء هم فيصل طلال مصطفى وفراس اللطيف ومروان حسين رياض ومحمد الأنصاري.